# Bristol Cars
Bristol Cars Ltd. é uma empresa britânica de veículos de luxo feitos artesanalmente. Fundada em 1945 como uma divisão automotiva da British Aircraft Corporation BAC, posterior British Aerospace, passou a iniciativa privada em 1960.
Localizada em Patchway próximo a cidade de Bristol no Reino Unido.

## Modelos
- Type 400 - (1946-1950)
- Type 401 - (1948-1953)
- Type 402 - (1949-1950)
- Type 403 - (1953-1955)
- Type 404 - (1953-1955)
- Bristol 404X - Arnolt Bristol Sportscar - (1954-1958)

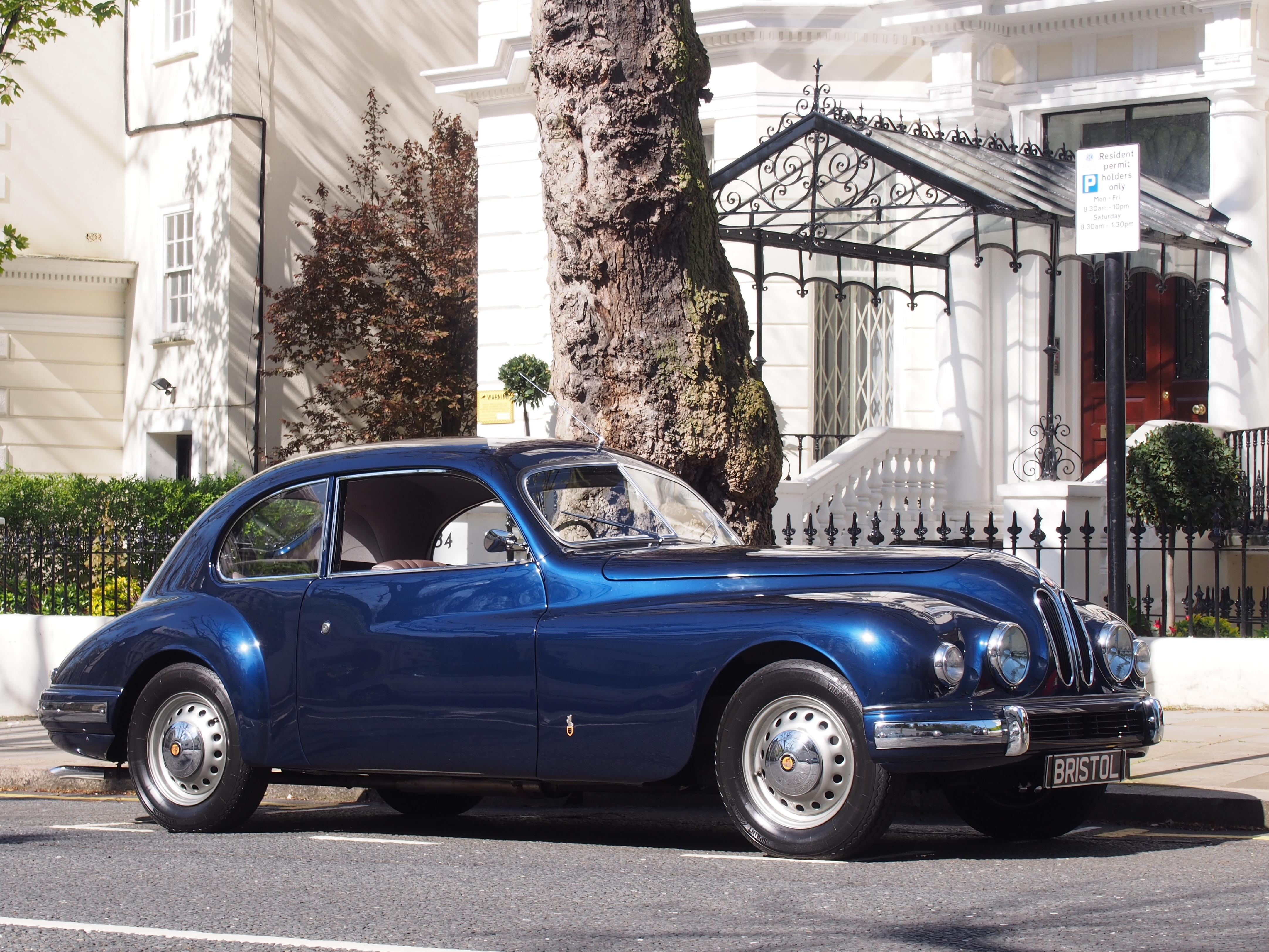
O modelo Type 401 em Londres, fotografado em 2013

- Type 405 - (1954-1958)
- Type 406 - (1958-1961)
- Type 450 - (1953-1954)

### Veículos com motorChrysler
- Type 407 - (1961-1963)
- Type 408 - (1963-1965)
- Type 409 - (1965-1967)
- Type 410 - (1967-1969)
- Type 411 - (1969-1976)
- Type 412/Beaufighter - (1975-1993)
  - Beaufort
- Type 603 - (1976-1982)
  - Britannia/Brigand - (1982-1993)
- Blenheim - (1993-presente)
  - Blenheim 2
  - Blenheim 3, 3S and 3G
  - Blenheim 4
- Series 6 (2000-presente)
- Blenheim Roadster/Speedster - (2003-presente)
- Fighter - (2004-presente)